# Maceira (Leiria)
Maceira est une freguesia portugaise située dans le District de Leiria.

## Géographie
Freguesia située à environ 150 km au nord de Lisbonne.

## Économie
Cimenterie inaugurée e 1923. 